# 740
| [ Edytuj tabelę ]          |                                        |
| Król Asturii               | - 739 Alfons I 757                     |
| Cesarz Bizancjum           | - 717 Leon III Izauryjczyk 741         |
| Chan Bułgarii              | - 738 Sewar 753                        |
| Cesarz Chin                | - 712 Tang Xuanzong 756                |
| Król Essexu                | - 709 Saelred 746                      |
| Cesarz Japonii             | - 724 Shōmu 749                        |
| Kalif                      | - 724 Hiszam 743                       |
| Patriarcha Konstantynopola | - 730 Anastazy 754                     |
| Król Longobardów           | - 712 Liutprand 744                    |
| Król Mercji                | - 716 Aethelbald 757                   |
| Król Nortumbrii            | - 737 Eadbert 758                      |
| Papież                     | - 731 Grzegorz III 741                 |
| Doża Wenecji               | - 726 Orso Ipato 742                   |
| Król Wessexu               | - 726 Ethelheard 740 - 740 Cuthred 756 |

Rok 740 / DCCXL
stulecia: VII wiek ~
VIII wiek ~
IX wiek

lata: 730 «
735 «
736 «
737 «
738 «
739 «
740
» 741
» 742
» 743
» 744
» 745
» 750

## Wydarzenia
- 26 października – trzęsienie ziemi zniszczyło Konstantynopol
- cesarz Shōmu przeniósł stolicę Japonii z Heijō-kyō do Kuni-kyō
- miała miejsce bitwa pod Akroinon pomiędzy wojskami bizantyjskimi a arabskimi
- Cuthred został królem Wessexu[1]
- Grzegorz I został księciem Neapolu
- zakończyły się w Bułgarii rządy dynastii Dulo sprawowane ostatnio przez Sewara i Kormisosz  z rodu Wokiłów został chanem tego kraju
- Alfons I Katolicki podbił Galicię, którą opuścili muzułmanie
- bł. Bertrada z Laonu, późniejsza matka Karola Wielkiego i Karlomana, została żoną Pepina Małego
- dokonano najstarszego zapisu w jęz. angielskim
- Leon III Izauryjczyk, cesarz bizantyjski, we Frygii rozbił wojska arabskie

## Zmarli
- 20 października – święty Akka, święty katolicki, biskup (ur. ok. 660)
- Eanwine z Nortumbrii, aetheling anglosaskiego królestwa Nortumbrii
- Hilderyk, longobardzki książę Spoleto
- Meng Haoran, chiński poeta (ur. 689 lub 691)
- Qingyuan Xingsi, chiński mistrz chan, znany także jako Jizhou Xingsi i Qingzhu Xingsi (ur. 660)